# (1171) Rusthawelia
(1171) Rusthawelia es un asteroide perteneciente al cinturón de asteroides que orbita entre Marte y Júpiter. Su nombre hace referencia al poeta georgiano Shota Rustaveli.
Fue descubierto el 3 de octubre de 1930 por Sylvain Julien Victor Arend desde el Real Observatorio de Bélgica, en Uccle, Bélgica.